# Dipartimento di Cuvette
Il dipartimento di Cuvette (in francese: département de la Cuvette) è uno dei 10 dipartimenti della Repubblica del Congo. Situato nella parte centrale del paese, ha per capoluogo Owando.
Confina a nord col dipartimento di Sangha, a nord-est con quello di Likouala, a sud est con la Repubblica Democratica del Congo, a sud col dipartimento degli Altopiani, sud-ovest con il Gabon e a nord-ovest col dipartimento di Cuvette-Ovest.

## Suddivisioni amministrative
Il dipartimento è suddiviso in 9 distretti:
- Boundji
- Loukoléla
- Makoua
- Mossaka
- Oyo
- Owando
- Ngoko
- Ntokou
- Tchikapika